# Nicéphore Basilakès
Pour les articles homonymes, voir Nicéphore Basilakios.
Nicéphore Basilakès (en grec Νικηφόρος Βασιλάκης), né vers 1115, mort peu après 1182, est un rhéteur byzantin dont est conservée une œuvre importante.

## Éléments biographiques
Diacre de Sainte-Sophie, il enseigna longtemps à l'école patriarcale, où il fut successivement maître des rhéteurs (μαίστωρ τῶν ῤητόρων), puis didascale de l'Apôtre (διδάσκαλος τοῦ Ἀποστόλου), c'est-à-dire titulaire d'une des trois chaires supérieures d'exégèse biblique, chargé de l'enseignement portant sur les épîtres de saint Paul. Dans son « autobiographie », il signale que ses leçons sur saint Paul déplaisait fortement à un patriarche (soit Théodote II, soit Constantin Chliarénos), à tel point qu'il se vit imposer un manuel dont il ne devait pas s'écarter. En 1156/57, il fut impliqué dans une controverse théologique d'abord interne au clergé de Sainte-Sophie, puis qui provoqua la réunion de deux synodes, et il se compromit avec Sotérichos Panteugénos, diacre de la cathédrale élu en 1155 patriarche d'Antioche (mais non intronisé) ; Panteugénos fut condamné (et son élection comme patriarche annulée), et Basilakès lui-même, accusé d'hérésie, fut privé de sa chaire et exilé un temps à Philippopolis. Il revint sans doute quelque temps plus tard à Constantinople, mais ne retrouva jamais de chaire officielle d'enseignement.

## Œuvre
Vers la fin de sa vie, des amis le prièrent de constituer un recueil de ses écrits ; il plaça en tête une sorte de préface qui est comme une autobiographie littéraire, le plus ancien texte byzantin de ce genre qui soit conservé, document intéressant à la fois comme source historique et comme témoignage sur les goûts et préoccupations des intellectuels de l'époque. Basilakès raconte que dans sa jeunesse il composa quatre comédies (Le triomphe de l'âne, Le marchand d'étoupe ou la formation du paradis, Les vainqueurs couronnés et Hermès porte-balance) et de la poésie satirique, avant de faire disparaître ces productions frivoles et de se tourner vers des études plus sérieuses.
On conserve de Basilakès la plus ample collection de progymnasmata depuis l'Antiquité tardive : cinquante-six pièces dans l'édition Pignani. Huit des quatorze genres traditionnels sont représentés : sept fables (μῦθοι), seize récits (διηγήματα), deux « chries » (χρεῖαι), une maxime (γνώμη), une réfutation (ἀνασκευή), une confirmation (κατασκευή), un éloge (ἐγκώμιον) et vingt-sept éthopées (ἠθοποιίαι). Originalité par rapport à l'Antiquité, dans quinze pièces, dont treize éthopées, le thème est chrétien : six éthopées fondées sur l'Ancien Testament, cinq sur le Nouveau, et deux sur des légendes post-bibliques concernant la Vierge et saint Pierre. Surnommé le « Libanios byzantin », Basilakès est le principal témoin d'une renaissance à Byzance, au XIIe siècle, de la pratique des progymnasmata, qui va durer jusqu'au XVe siècle.
Nicéphore Basilakès a également laissé des discours d'apparat (panégyrique de l'empereur Jean II, datant de l'an 1138, la même année que celui de Michel Italikos ; d'Adrien-Jean Comnène, archevêque de Bulgarie ; du grand domestique Jean Axouch ; du patriarche Nicolas Mouzalon ; du nomophylax et haut dignitaire ecclésiastique Alexis Aristénos), des monodies (déplorations funèbres, dont celle de son propre frère Constantin, mort à la guerre contre les Normands). Un texte particulièrement remarquable est un réquisitoire (dans le genre de la « vitupération », ψόγος) écrit en 1157 contre un certain Bagoas (κατὰ Βαγώα μελέτη), accusé d'avoir participé à un complot blasphématoire, dix ans plus tôt, contre le patriarche Cosmas Atticus ; c'est l'occasion du portrait pittoresque d'une fripouille de basse extraction. On conserve également de lui des lettres (dont quatre écrites de son exil de Philippopolis).

## Éditions
- Antonio Garzya (éd.), Encomio di Adriano Comneno (texte grec), Naples, G. Scalabrini, 1965.
- Riccardo Maisano (éd.), Niceforo Basilace. Gli encomi per l'imperatore e per il patriarca (texte grec), Naples, Università di Napoli, 1978.
- Adriana Pignani (éd.), Niceforo Basilace. Progimnasmi e monodie (texte grec et traduction italienne), Naples, Bibliopolis, 1983.
- Antonio Garzya (éd.), Nicephorus Basilaca. Orationes et epistulæ, Leipzig, Teubner, 1984.